# Stora Kråktjärnen
Stora Kråktjärnen är en sjö i Säters kommun i Dalarna och ingår i Dalälvens huvudavrinningsområde.